# Mateba MTR-8
Mateba MTR-8 — восьмизарядный револьвер, разработанный для стрелкового вида спорта — пулевой стрельбы, итальянским конструктором Эмилио Гизони (итал. Emilio Ghisoni) в начале 1980-х годов. Выпускался итальянской оружейной фирмой Macchine Termo Balistiche, отсюда и название серии револьверов — Mateba.

## Описание
Этот револьвер разрабатывался и выпускался с учетом требований Международного стрелкового союза специально для состязаний по скоростной стрельбе. Отличительной чертой этого оружия являлось то, что барабан перемещён вперед, располагается за предохранительной скобой и низко расположенным стволом; такая конструктивная особенность должна была значительно понизить отдачу ствола при выстреле. Барабан обладает увеличенной ёмкостью, откидывается вбок и вниз с единовременным извлечением стрелянных гильз и поочерёдной или одновременной перезарядкой. Для ускорения перезарядки используются специальные обоймы плоской формы. Фиксатор барабана размещается в передней части, под стволом, на откидном выступе барабана. Несмотря на то, что задняя часть револьвера имеет сходство с автоматическим пистолетом, под кожухом скрывается обычный курок, ударяющий при стрельбе по длинному ударнику. Взведение или спуск скрытого курка осуществляется большим пальцем при помощи взводящего рычага, помещённого над боковой частью рукоятки с левой стороны. Револьвер имеет ударно-спусковой механизм двойного действия, обладает повышенным весом и сложным механизмом из-за необычной компоновки составных частей. Ствол оружия короткий, — этого достаточно для попадания по мишеням, однако он уступает револьверам того же калибра и веса, но с традиционным расположением составных частей, имеющих длинный ствол. Точность оружия обуславливается качеством изготовления, а длинная прицельная линия достигается за счёт большой длины рамки.
Модификация Sport & Defence имеет большую планку ствола, на которой располагается мушка, а у модели Combat ствол ровный, мушка располагается на рамке.

### MTR 6+6
В 1985 году выпускается новый шестизарядный револьвер Mateba MTR 6+6. Данное название говорит о том, что к шестизарядному револьверу прилагается дополнительная обойма с вставленными патронами, которая прикреплялась к нижней части рукоятки. В этой модели барабан располагается как в традиционных револьверах, то есть над спусковым крючком, но откидывается вверх. Ствол примыкает к нижней части каморы, это обеспечивает уменьшение влияния отдачи на стрельбу. Он размещается в нижней части плоского блока, на поверхности которого располагается мушка.

## Варианты
- MTR-8M — модификация револьвера Mateba MTR-8 под патрон калибра .357 Magnum.
- MTR-12 — револьвер под патрон .38 Special, имел 12-зарядный барабан.
- MTR-12M — 12-зарядный барабан под патрон .357 Magnum.
- MTR-14 — револьвер под патрон калибра .22 Long Rifle, был рассчитан на 14 патронов.
- MTR-20 — револьвер с 20-зарядным барабаном.
- Mateba 2006-M — шестизарядный револьвер под патрон .38 Special или .357 Magnum. Выпускаются со стволами длиной 51, 78 или 102 мм. Имеет традиционное расположение барабана с возможностью замены стволов[3].

- Mateba 2007-C — семизарядный револьвер под патрон .38 Special. Существуют модели со стволами длиной 78, 102 и 152 мм. Также имеет традиционное расположение барабана.